# Медісон (Нью-Йорк)
Медісон (англ. Madison) — місто (англ. town) в США, в окрузі Медісон штату Нью-Йорк. Населення — 2766 осіб (2020).

## Демографія
Згідно з переписом 2010 року, у місті мешкало 3008 осіб у 1261 домогосподарстві у складі 846 родин. Було 1567 помешкань
Расовий склад населення:
| - 98,7 % — білих - 0,4 % — чорних або афроамериканців - 0,3 % — азіатів - 0,2 % — корінних американців |

До двох чи більше рас належало 0,4 %. Частка іспаномовних становила 1,3 % від усіх жителів.
За віковим діапазоном населення розподілялося таким чином: 21,6 % — особи молодші 18 років, 61,2 % — особи у віці 18—64 років, 17,2 % — особи у віці 65 років та старші. Медіана віку мешканця становила 44,3 року. На 100 осіб жіночої статі у місті припадало 99,9 чоловіків; на 100 жінок у віці від 18 років та старших — 96,7 чоловіків також старших 18 років.
Середній дохід на одне домашнє господарство становив 62 725 доларів США (медіана — 51 486), а середній дохід на одну сім'ю — 71 205 доларів (медіана — 55 163). Медіана доходів становила 54 009 доларів для чоловіків та 31 823 долари для жінок. За межею бідності перебувало 16,0 % осіб, у тому числі 22,7 % дітей у віці до 18 років та 15,0 % осіб у віці 65 років та старших.
Цивільне працевлаштоване населення становило 1286 осіб. Основні галузі зайнятості: освіта, охорона здоров'я та соціальна допомога — 30,0 %, виробництво — 15,9 %, публічна адміністрація — 7,8 %, науковці, спеціалісти, менеджери — 7,8 %.